# 스키야키 웨스턴 장고
《스키야키 웨스턴 장고》(일본어: スキヤキ・ウエスタン ジャンゴ)는 미이케 다카시 감독의 2007년 일본 영화이다. 서부극 장르와 일본역사의 단노우라 전투를 소재로 미국과 일본의 장르물을 혼합한 독특한 스타일의 영화로 쿠엔틴 타란티노 감독도 출연한다. 출연배우는 거의 전부 일본인이나, 극중 대사는 영어이다. 베네치아 국제 영화제 경쟁작에 진출했다.

## 출연진
- 이토 히데아키 - 총잡이
- 사토 코이치 - 다이라노 기요모리
- 이세야 유스케 - 미나모토노 요시쓰네
- 안도 마사노부 - 요이치
- 사카이 마사토 - 다이라 시게모리
- 오구리 슌 - 아키라
- 다나카 요지 - 무네노리
- 이시바시 다카아키 - 벤케이
- 기무라 요시노 - 시즈카
- 카토리 싱고 - 리치
- 퀜틴 타란티노 - 피링고
- 이시바시 렌지 - 촌장
- 시오미 산세이
- 마츠시게 유타카 - 도시오
- 카가와 테루유키 - 보안관
- 모모이 가오리 - 루리코